# Ráckeresztúr
Ráckeresztúr är en ort i Ungern.   Den ligger i provinsen Fejér, i den centrala delen av landet, 29 km sydväst om huvudstaden Budapest. Ráckeresztúr ligger 112 meter över havet och antalet invånare är 3 117.
Terrängen runt Ráckeresztúr är platt. Runt Ráckeresztúr är det ganska tätbefolkat, med 120 invånare per kvadratkilometer. Närmaste större samhälle är Érd, 14,8 km norr om Ráckeresztúr. Trakten runt Ráckeresztúr består till största delen av jordbruksmark.